# 敘利亞內戰難民
敘利亞內戰難民指那些在2011年敘利亞爆發內戰後逃到國外成為難民的敘利亞人。截至2015年，已有400萬敘利亞人逃到國外，另有760萬人在國內流離失所。逃到國外的難民大多留在敘利亞鄰國土耳其、黎巴嫩和約旦。
由於一些歐盟國家如德國、丹麥、瑞典等向已入境且申請庇護的難民提供慷慨的社會福利和津貼，甚至容許難民在當地打工賺錢，加上敘利亞人成功獲批難民身份的機會較高、偷渡集團推波助瀾，以及2015年歐洲多國不再嚴格執行《都柏林規則》（規定難民必須在最初進入的簽約國申請庇護）等因素，吸引越來越多敘利亞人，包括本來已獲得土耳其等非歐洲國家收留的難民，進入歐洲申請庇護。
隨着敘政府軍在俄軍和其他友軍協助下收復大量失地，联合国难民署於2017年6月30日表示2017年上半年有44萬多敘利亞國內流離失所者重返家園，此外自2015年以來已有約26萬難民從國外自願返回敘利亞。難民自願返回的地區主要是阿勒颇、哈马、霍姆斯和大马士革等由敘政府控制的地區。
阿薩德政權垮台後，11个欧洲国家宣布暂停对叙利亚難民的庇护申请。截至2025年1月初，已有超过11.5万人从土耳其、约旦和黎巴嫩等国返回叙利亚。

## 各地的敘利亞難民

### 土耳其
土耳其国家领导人雷杰普·塔伊普·埃尔多安及其领导的正义与发展党宣称“叙利亚人是我们的兄弟”，并始终积极接收叙利亚内战难民，坚持其为数百万难民提供庇护的政策，由此使土耳其成为全球第一大难民接收国，并引发了相关社会问题。截至2023年，土耳其共收容了约400万难民，其中包括超过300万叙利亚内战难民，以及大量伊拉克人和阿富汗人。土耳其前反对派领导人凯末尔·克勒奇达尔奥卢于2023年土耳其大选中批评埃尔多安的难民政策，并承诺一旦当选总统就会遣返所有难民。
2013年，有報道指敘利亞一些阿拉維派居民因為受到反對派武裝分子迫害而逃到土耳其，然而一些阿拉維派難民在土耳其繼續受到支持敘利亞反對派的難民迫害。
2016年1月，土耳其政府改變先前政策，容許境內250萬名已登記的敘利亞難民申請工作許可，條件是申請人已在土耳其居留不少於6個月，薪金不得低於當地最低工資，而土耳其企業僱用難民人數不得超過員工總數的10%。
2016年5月，有報道指土耳其政府不批准境內有高學歷的敘利亞內戰難民離境前往歐洲，並打算把許多身負重傷或低學歷的敘利亞人列入歐盟接收難民名單中，引起多個歐盟國家不滿。

### 約旦
至2016年初，約旦收容了60多萬名已登記的敘利亞難民，估計另有100萬名未登記的敘利亞難民在約旦。

### 南美洲
2015年9月，一群於2014年獲烏拉圭收容的敘利亞難民不滿意在烏拉圭的生活，在烏拉圭首都總統府外發起抗議，要求烏拉圭政府安排他們遷居其它國家。

### 各國敘利亞難民人數整理
| 台灣                     | 1人已申請(2021)                                                                 |            |                                              |
| 土耳其                   | 2,715,789人已申請(3.2016)                                                       | 保加利亞   | 17,089人已申請 (12.2015)                     |
| 黎巴嫩                   | 境內約1,500,000人1,067,785人已申請(12.2015)                                     | 亞美尼亞   | 約17,000人 (7.2015)                          |
| 約旦                     | 境內約1,265,000人639,204人已申請(11.2015)                                       | 比利時     | 14,850人已申請 (12.2015)                     |
| 德國                     | 境內約484,000 218,816人已申請 (12.2015)                                         | 瑞士       | 11,974人已申請 (12.2015)                     |
| 希臘                     | 境內約480,000 (3.2016) 5,129人已申請(12.2015)                                   | 挪威       | 11,246人已申請 (12.2015)                     |
| 沙烏地阿拉伯             | 約420,000人非法居留 (2015)                                                      | 法國       | 10,281人已申請 (12.2015)                     |
| 馬其頓                   | 境內約400,000 2,109人已申請 (12.2015)                                           | 巴西       | 9,000人獲承認 2,097人已安置(11.2015)         |
| 塞爾維亞                 | 313,035人已申請 (12.2015)                                                       | 英國       | 8,792人已申請 (12.2015) 5,102人已安置 (2015) |
| 伊拉克/ 伊拉克庫爾德斯坦 | 約239,000人於伊拉克庫爾德斯坦 約6,000人於其餘伊拉克境內 245,543人已申請(3.2015) | 西班牙     | 8,365人已申請 (12.2015)                      |
| 阿拉伯聯合大公國         | 約242,000人非法居留 (2015)                                                      | 俄羅斯     | 約5,000人 (2015)                             |
| 科威特                   | 155,000人非法居留(6.2015)                                                       | 馬來西亞   | 約5,000人 (8.2015)                           |
| 埃及                     | 118,512人已申請                                                                 | 澳洲       | 約4,500人 (2015)                             |
| 瑞典                     | 105,889人已申請 (12.2015)                                                       | 突尼西亞   | 約4,000人 (9.2015)                           |
| 匈牙利                   | 72,004人已申請 (12.2015)                                                        | 巴林       | 約3,500人 (6.2015)                           |
| 克羅埃西亞               | 境內約55,000人 (9.2015) 365人已申請 (12.2015)                                   | 賽普勒斯   | 3,185人已申請 (12.2015)                      |
| 阿爾及利亞               | 境內約43,000人 5,721人已申請 (11.2015)                                          | 美國       | 3,097人已安置                                |
| 加拿大                   | 42,886人已申請 28,910人獲承認 26,213人已安置                                    | 蒙特內哥羅 | 2,975人已申請 (12.2015)                      |
| 卡塔尔                   | 約40,000人非法居留 42人已申請 (2015)                                            | 羅馬尼亞   | 2,470人已申請 (12.2015)                      |
| 奧地利                   | 34,154人已申請 (12.2015)                                                        | 義大利     | 2,451人已申請 (12.2015)                      |
| 荷蘭                     | 29,813人已申請 (12.2015)                                                        | 馬爾他     | 1,222人已申請 (12.2015)                      |
| 利比亞                   | 26,672人已申請 (12.2015)                                                        | 芬蘭       | 1,127人已申請 (12.2015)                      |
| 丹麥                     | 17,913人已申請 (12.2015)                                                        | 加薩走廊   | 約1,000人 (12.2013)                          |

## 參看
- 歐洲移民危機